# Venceslau de Moraes

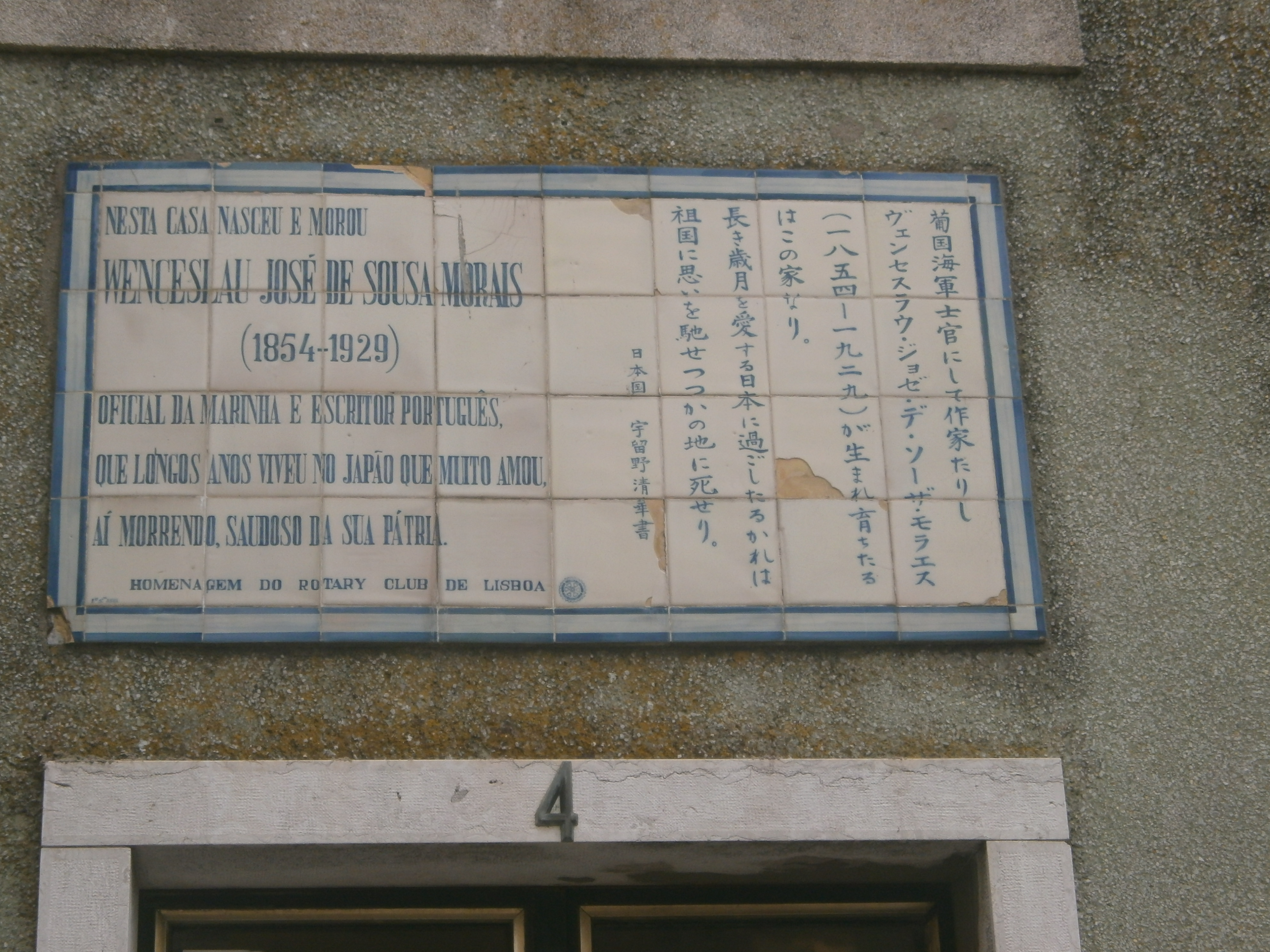
Azulejo colocado sobre la casa natal de Venceslau de Moraes en Lisboa, Portugal.

Venceslau José de Sousa de Morais (Lisboa, 30 de mayo de 1854 - Tokushima, 1 de julio de 1929) fue un escritor y oficial de la Armada Portuguesa. Completó el curso de la Escuela Naval en 1875 y prestó servicio en África y Asia. En 1885 viajó a Macao, donde se estableció, ejerciendo la capitanía del puerto y siendo profesor del Liceo de la ciudad desde su fundación en 1894. Casó con una mujer china, de la que tuvo dos hijos. Viajó a Japón desde 1889, y su interés por el país nipón no dejó de crecer desde entonces. En 1897 fue recibido por el Emperador Meiji. En 1898, abandona a su esposa y sus hijos y se traslada a Japón, ejerciendo el cargo de cónsul en Kobe. Su vida allí osciló entre una constante actividad periodística y literaria, fundamentalmente basada en la cultura y costumbres del país del Sol Naciente y en varias relaciones amorosas con japonesas. Aunque enormemente interesado por los japoneses, sus últimos años estuvieron marcados por la creciente hostilidad de éstos, y cada vez más solo y enfermo falleció en Tokushima en 1929.

## Obras
- 1895 - Traços do Extremo Oriente
- 1897 - Dai-Nippon
- 1904 - Cartas do Japão (con varias series y volúmenes publicados después de esta fecha)
- 1905 - O culto do chá
- 1906 - Paisagens da China e do Japão
- 1907 - Cartas do Japão, A vida japonesa
- 1916 - O "Bon-Odori" em Tokushima
- 1917 - Ko-Haru
- 1920 - Fernão Mendes Pinto no Japão
- 1923 - Ó-Yoné e Ko-Haru
- 1924 - Relance da história do Japão
- 1926 - Os serões no Japão
- 1928 - Relance da alma japonesa
- 1933 - Osoroshi